# Vrh pri Pahi
Vrh pri Pahi este o localitate din comuna Novo mesto, Slovenia, cu o populație de 89 de locuitori.